# إنتيليج إيديا
إنتيليج إيديا (بالإنجليزية: IntelliJ IDEA) هو بيئة تطوير متكاملة من شركة جت برينز (بالإنجليزية: JetBrains) تدعم لغة التطوير جافا. غالبا ما يشار إليه باسم إنتيليج أو إيديا. وتقوم الشركة جت برينز بالسماح بتجربة وتقييم النسخ التجارية لمدة 30 يوما وأيضا توفر نسخ مفتوح المصدر محدودة الإمكانيات والاستخدام

## تاريخ
الإصدار الأول من إنتيليج إيديا ظهرت في كانون الثاني 2001

## وصلات خارجية
- الموقع الرسمي